# وزیر صنعت، معدن و تجارت
وزیر صنعت، معدن و تجارت (به‌اختصار: وزیر صمت) وزیر وزارت‌خانهٔ صنعت، معدن و تجارت و از اعضای هیئت دولت جمهوری اسلامی ایران است.

## فهرست
| ر. | نام         | نام                                  | نگاره            | آغاز تصدی        | پایان تصدی       | دولت    | رئیس‌جمهور | م.          |
| -- | ----------- | ------------------------------------ | ---------------- | ---------------- | ---------------- | ------- | --------- | ----------- |
| ۱  |             | مهدی غضنفری (زادهٔ ۱۳۳۹)              |                  | ۱۲ مرداد ۱۳۹۰    | ۲۴ مرداد ۱۳۹۲    | دهم     | احمدی‌نژاد | [ ۱ ]       |
| ۲  |             | محمدرضا نعمت‌زاده (زادهٔ ۱۳۲۴)         |                  | ۲۴ مرداد ۱۳۹۲    | ۲۹ مرداد ۱۳۹۶    | یازدهم  | روحانی    | [ ۲ ]       |
| ۳  |             | محمد شریعتمداری (زادهٔ ۱۳۳۹)          |                  | ۲۹ مرداد ۱۳۹۶    | ۲۸ مهر ۱۳۹۷      | دوازدهم | روحانی    | [ ۳ ]       |
| –  |             | رضا رحمانی (زادهٔ ۱۳۴۵)               |                  | ۲۸ مهر ۱۳۹۷      | ۵ آبان ۱۳۹۷      | دوازدهم | روحانی    | [ ۴ ]       |
| ۴  | ۵ آبان ۱۳۹۷ | رضا رحمانی (زادهٔ ۱۳۴۵)               | ۲۲ اردیبهشت ۱۳۹۹ | [ ۵ ]            |                  | دوازدهم | روحانی    |             |
| –  |             | حسین مدرس خیابانی (زادهٔ ۱۳۴۷) سرپرست |                  | ۲۲ اردیبهشت ۱۳۹۹ | ۲۲ مرداد ۱۳۹۹    | دوازدهم | روحانی    | [ ۶ ] [ ۷ ] |
| –  |             | جعفر سرقینی (زادهٔ ۱۳۳۷) سرپرست       |                  | ۲۵ مرداد ۱۳۹۹    | ۸ مهر ۱۳۹۹       | دوازدهم | روحانی    | [ ۸ ]       |
| ۵  |             | علیرضا رزم‌حسینی (زادهٔ ۱۳۴۰)          |                  | ۸ مهر ۱۳۹۹       | ۳ شهریور ۱۴۰۰    | دوازدهم | روحانی    | [ ۹ ]       |
| ۶  |             | سید رضا فاطمی امین (زادهٔ ۱۳۵۳)       |                  | ۳ شهریور ۱۴۰۰    | ۱۰ اردیبهشت ۱۴۰۲ | سیزدهم  | رئیسی     | [ ۱۰ ]      |
| –  |             | سید مهدی نیازی (زادهٔ ؟) سرپرست       |                  | ۱۰ اردیبهشت ۱۴۰۲ | ۱۴۰۲             | سیزدهم  | رئیسی     | [ ۱۱ ]      |
| ۷  |             | عباس علی‌آبادی (زادهٔ ۱۳۴۱)            |                  | ۱۴۰۲             | ۳۱ مرداد ۱۴۰۳    | سیزدهم  | رئیسی     | [ ۱۲ ]      |
| ۸  |             | سید محمد اتابک (زادهٔ ۱۳۳۷)           |                  | ۳۱ مرداد ۱۴۰۳    | متصدی            | چهاردهم | پزشکیان   | [ ۱۳ ]      |